# Plectaneia stenophylla
Plectaneia stenophylla är en oleanderväxtart som beskrevs av Jumelle. Plectaneia stenophylla ingår i släktet Plectaneia och familjen oleanderväxter. Inga underarter finns listade i Catalogue of Life.